# Наружная косая мышца живота
Наружная косая мышца живота (лат. Musculus obliquus externus abdominis) располагается на передней и боковой поверхностях живота и частично груди. Самая широкая из мышц живота. Мышца начинается 7-8 крупными зубцами на наружной поверхности V—XII рёбер. Наружная косая мышца живота прикрепляется к наружной губе подвздошного гребня подвздошной кости, лобковому симфизу, белой линии живота.

## Функции
При двустороннем сокращении наружная косая мышца живота опускает рёбра, сгибает позвоночник, в положении лёжа на спине мышца поднимает таз, при одностороннем сокращении поворачивает туловище в противоположную сторону. Мышца входит в состав мышц брюшного пресса.

## Иннервация
Нижние межрёберные нервы (Th5-Th11), подвздошно-подчревный нерв (Th12-L1), подвздошно-паховый нерв (L1).

## Кровоснабжение
Задние межрёберные, боковая грудная, поверхностная, огибающая подвздошную кость артерии.